# Euphorbia capillaris
Euphorbia capillaris là một loài thực vật có hoa trong họ Đại kích. Loài này được Gagnep. mô tả khoa học đầu tiên năm 1921.